# Serge Lifar
Serge Lifar (en ukrainien : Сергій Михайлович Лифар, Serhiï Mikhaïlovitch Lifar) est un danseur, chorégraphe et pédagogue ukrainien naturalisé français, né à Kiev le 2 avril 1905 et mort à Lausanne le 15 décembre 1986.
Il a souvent été décrit comme un danseur d'une grande beauté physique et doté d'une présence rayonnante, l'un des plus importants de sa génération.
Réformateur du mouvement et de la technique de la danse, à laquelle il ajouta deux positions de pied, Serge Lifar a été l'un des créateurs qui imposèrent le style néo-classique, terme qu'il employa pour qualifier notamment son ballet Suite en blanc de 1943.
Nommé maître de ballet de l'Opéra de Paris, de 1930 à 1944 et de 1947 à 1958, il s'employa à restaurer le niveau technique du Ballet de l'Opéra de Paris pour en faire, dans les années 1930 et jusqu'à aujourd'hui, l'un des meilleurs du monde. Yvette Chauviré, Janine Charrat, Roland Petit, entre autres, ont incontestablement subi son influence.

## Biographie

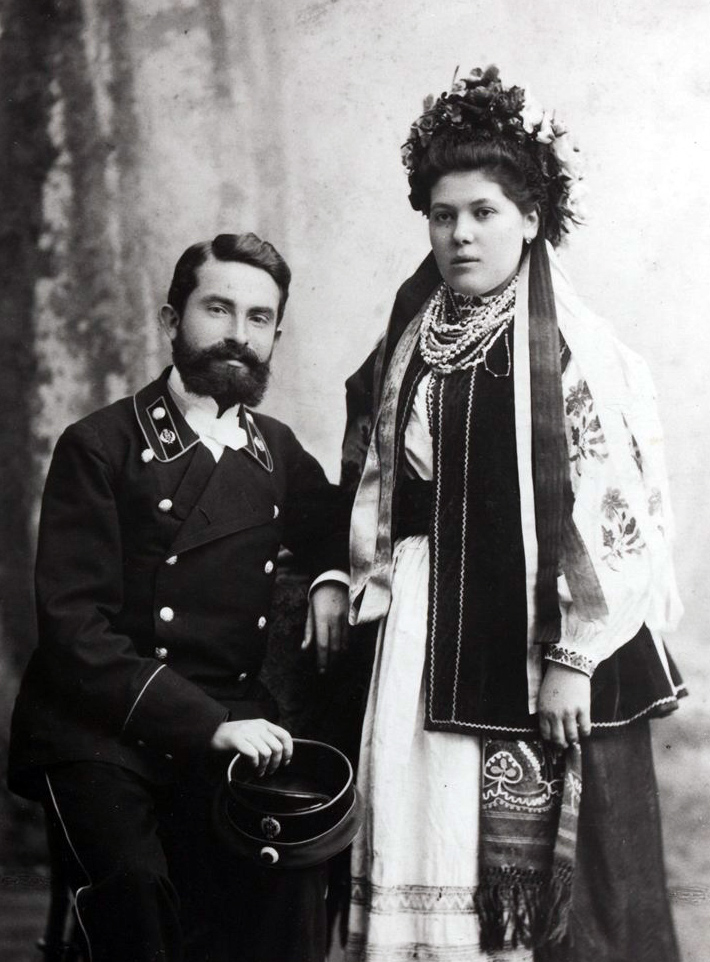
Les parents de Serge Lifar.

Fils d'un fonctionnaire ukrainien, Serge Lifar partagea son enfance avec sa sœur Evguenia (1903-1968) et ses frères Basile (1904-1982) et Leonid (1906-1982). Il suivit des études classiques jusqu'à l'âge de 15 ans et connut la révolution bolchévique.
Après avoir été l'élève à Kiev de Bronislava Nijinska, la sœur du grand Vaslav Nijinski, il quitta, tout comme elle, la Russie soviétique en 1921. Dans la nouvelle Borée de Joseph Kessel (La Nouvelle Revue Française no 134, Gallimard, 1er novembre 1924), Serge Lifar, assis à la terrasse d'un café parisien, relate à l'écrivain d'origine russe l'épopée de sa fuite du pays.
Par la suite, il se présenta chez Serge de Diaghilev qui l'embaucha immédiatement pour ses Ballets russes, et qui, subjugué par sa beauté physique et par son ardeur, eut une brève liaison avec lui. Sur son indication, Lifar se rendit à Turin, où il travailla à l'amélioration de ses connaissances techniques, sous la direction d'Enrico Cecchetti (1850-1928). Il débuta en 1923 au sein des Ballets russes et devint rapidement premier danseur.
Il créa ensuite les principaux rôles dans des ballets de George Balanchine, et composa sa première chorégraphie, une reprise de Renard, en 1929.
La mort de Diaghilev entraîna la disparition des Ballets russes. Pendant que d'autres, comme Boris Kochno ou Balanchine, s'efforcèrent de recréer de nouveaux Ballets russes, Lifar se fit engager par l'Opéra de Paris. Au cours de sa double carrière d'interprète et de chorégraphe, il passa seize ans à l'Opéra, comme premier danseur d'abord en 1929, puis comme danseur étoile, enfin comme maître de ballet de 1930 à 1944 et de 1947 à 1958.

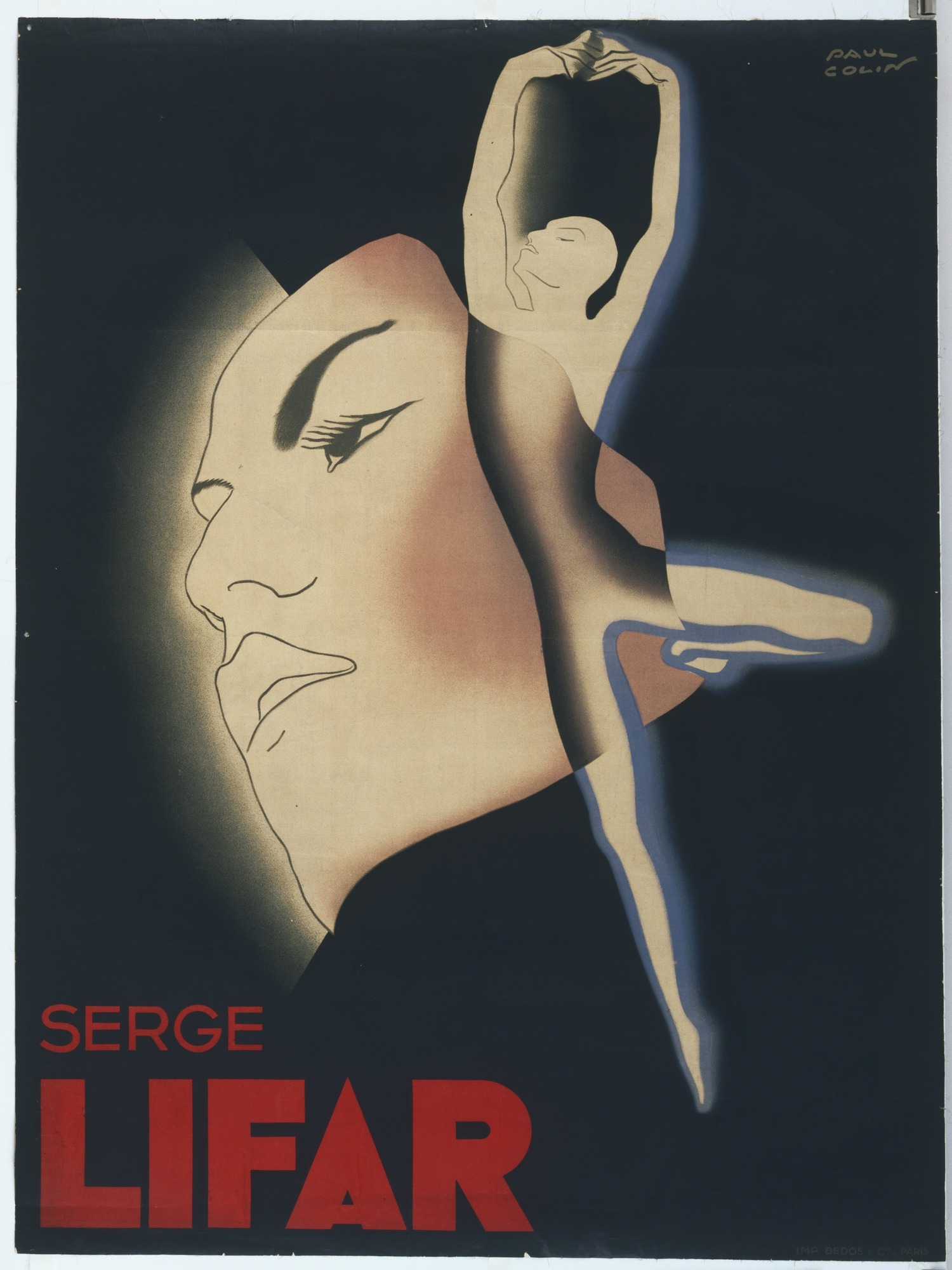
Paul Colin, Serge Lifar, affiche, 1935

À partir de 1930, Serge Lifar connut un immense succès, essentiellement dans ses propres créations de ballets, avec notamment Les Créatures de Prométhée (1929), une vision personnelle du Spectre de la rose (1931) et de L'Après-midi d'un faune (1935), Icare (1935) avec des décors et costumes de Pablo Picasso, Istar (1941) ou Suite en Blanc (1943) créés pour l'Opéra de Paris.
Il fut aussi très rapidement reconnu par le « Tout-Paris » artistique comme une des stars de la capitale, qui le choya et l'adula. Les journaux et hebdomadaires illustrés rendaient compte de ses moindres activités ou déclarations. Peu avant le début de la Seconde Guerre mondiale, il aurait eu une liaison avec Mary Marquet.

### Pendant la guerre

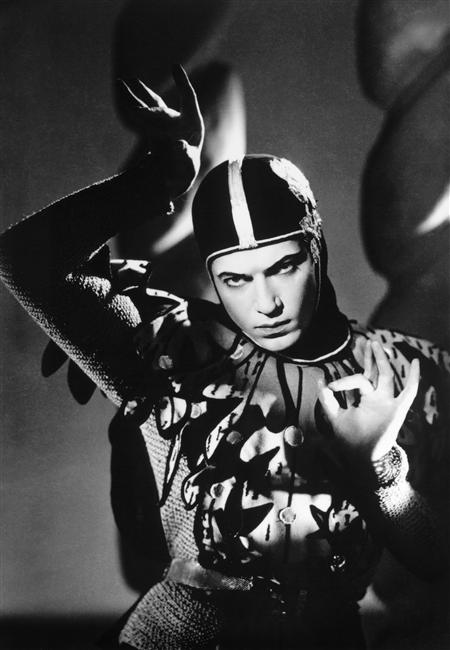
Serge Lifar en 1941 (photo studio Harcourt).

Lorsque la France signa l'armistice en 1940, Lifar reçoit « un ordre de mission ». Un comité formé d'édiles municipaux parmi lesquels le préfet de la Seine, lui fait savoir, le 17 juin, que l'Opéra ne doit pas être considéré par l'occupant comme "abandonné", faute de quoi il pourrait se voir attribuer une direction allemande.
Que Lifar reprenne la tête de l'Opéra apparaît néanmoins comme le choix de la collaboration avec les forces de l'occupation et le parti nazi,. On prétendit à tort qu'il fit visiter l’Opéra à Hitler dès le matin du 23 juin 1940. Pourtant le sculpteur Arno Breker qui accompagne Hitler à Paris, ne mentionne pas Lifar dans le récit qu'il fait de cette visite. Et d'ailleurs nulle trace de lui sur les images - photo et film - tournées à l'Opéra, à cette occasion.
Dans les faits, Serge Lifar fut un collaborateur "passif". On lui reproche notamment ses échanges avec Otto Abetz , Arno Breker et Joseph Goebbels, qu'il rencontre pour la première fois 1er juillet 1940, à l'Opéra. Il devint l'une des « vedettes » de la vie culturelle et mondaine parisienne, ou officiers allemands et collaborateurs se côtoyaient. Il félicita l'Allemagne en 1941 après la prise de Kiev. Il tentera également de jouer un rôle dans l'administration de l'Opéra de Paris, mais aussi dans la Danse de la "nouvelle Europe".On retrouve Serge Lifar parmi les vedettes régulièrement invitées à l'antenne de la chaîne allemande Fernsehsender Paris, jusqu'à la libération de la capitale.

Il fit preuve d'antisémitisme dans une lettre qu'il adressa au directeur de l’Opéra Jacques Rouché. 
" Mes origines excluent toute possibilité d’appartenance à la race juive et prouvent de façon absolue que je suis de sang aryen pur. Quant à mes idées à l’égard des juifs, on les connaît… Dans mon livre sur La Danse en 1937, j’ai démontré que la culture juive était incompatible avec la culture omni-aryenne, qu’elle a suivi des voies distinctes et destructives, alors que l’esprit omni-aryen symbolise la création "
Pourtant cette lettre a été rédigée alors que la Gestapo soupçonnait Lifar d'être juif. À la suite de nombreuses accusations venant du journal Au Pilori  qui, le 18 juillet 1940, publie :
" Le petit Youpin Serge Lifar, danseuse étoile de l'Opéra, ne s'appelle pas du tout Lifar. Il s'appelle Rafil, ou si vous préférez Raphail, et il passe pour Russe, tout comme Léon Blum passe pour être Français. (...) Il n'y en a que pour les sauteurs de métèques; qui semblent avoir oublié le ghetto ancestral, où le destin les ramènera bientôt."
Sur la question des artistes israélites, en tout état de cause, aucune chasse aux sorcières n'a été lancée parmi les danseurs de l'Opéra. Une Rita Thalia, par exemple, conserve sa place et, en 1942, Jean Gutmann, dit Jean Babilée, est engagé par Lifar. D'ailleurs en septembre 1944, du fond de son maquis, Babilée lui adresse un message de reconnaissance pour le soutien accordé lors de sa convocation par le STO. Lifar n'a jamais pris la moindre mesure contre les juifs et semble en avoir protégé plus d'un. Après la guerre une lettre collective atteste qu'il "cacha chez lui et chez des amis des gens recherchés pour motifs racistes."
Il fit des tournées en Allemagne et de surcroît vécut avec l'une des « comtesses » de la Gestapo, Marie Olinska (de son vrai nom Sonia Irène Blache), espionne de la Gestapo,. Grâce à son réseau, il protégea aussi son amie d'origine juive Marie-Laure de Noailles.
En 1942, Lifar chorégraphia le ballet Les Animaux modèles de Francis Poulenc, qui avait glissé dans cette œuvre le thème (bien entendu camouflé) de la chanson « Vous n'aurez pas l'Alsace et la Lorraine ». Poulenc dédia la partition manuscrite à son ami Maurice Brianchon le 8 août 1942, laquelle fut vendue 36 000 euros lors de la vente Brianchon du 7 au 9 avril 2013. Lifar, lui, réalisa deux documentaires sur la danse Symphonie en blanc (qu'il présenta à Goebbels et Hitler) et La Danse éternelle qui ne connurent pas le succès.
Il coproduit à l’Opéra de Paris  Joan de Zarissa sur une musique du compositeur allemand Werner Egk avec des chorégraphes allemands. La première du ballet dans lequel il danse a lieu à Berlin en 1941.

En 1943, il est qualifié de traître sur Radio Londres. En 1945, il est convoqué devant le Comité d'épuration, et est suspendu d’activité professionnelle sur les scènes françaises pendant un an, avec effet rétroactif à partir du 1er octobre 1945. Dans un document daté du 19 juin 1946, le Comité national d'épuration atteste: 

1. Que Serge Lifar n'a jamais été arrêté.
2. Qu'il n'a jamais été traduit devant une cour de justice.
3. Que le fait d'avoir reçu Hitler à l'Opéra a été avéré faux au cours de l'enquête.
4. Qu'il n'a été frappé par le Comité national d'épuration que d'une sanction professionnelle  de suspension d'un an de toute activité artistique, pénalité qui a pris fin le 1er novembre 1945.
5. Que depuis cette date il a repris tous les droits d'exercer son activité.

### Après-guerre
Afin de se faire oublier, Lifar se fit engager en 1946 comme directeur des Ballets de Monte-Carlo, et fut hué lors d'une représentation à Londres.
En 1947, il fut réintégré à l'Opéra de Paris jusqu'à sa retraite en 1958. Le syndicat des machinistes électriciens, dont un des membres, Jean Hugues, résistant, avait été déporté et était mort à Auschwitz, s'opposa à son retour sur scène et refusa d'éclairer ses spectacles. Pourtant Lifar n'a rien à voir avec la tragédie de Jean Hugues, arrêté à son domicile le 28 avril 1942 par la police allemande et la police française, lors d’une rafle concernant tout le département de la Seine et visant des militants du Parti communiste clandestin ou considérés comme tels.
Lifar fut tout de même "interdit de scène" jusqu'en 1949.
Il obtint de la direction de l'Opéra de Paris quelques réformes importantes, dont la création d'une classe d'adage et l'instauration d'une soirée hebdomadaire réservée exclusivement à la danse. En 1955, une chaire lui sera confiée à la Sorbonne, pour l'étude de la chorégraphie-chorélogie, science de la danse. Il fit ses adieux à la scène en 1956, dans le rôle d'Albrecht de Giselle.
Il poursuivit son activité chorégraphique à travers le monde jusqu'en 1969, puis fonda et anima avec passion l'institut chorégraphique de l'Opéra et l'université de la danse.
En 1967, il dirigea les ballets lors du couronnement impérial à Téhéran du shah d'Iran.

### Le duel
Rapporté abondamment dans les journaux de l'époque, un duel à l'épée entre le marquis de Cuevas et Serge Lifar eut lieu le 30 mars 1958. Les deux hommes réglaient ainsi un différend artistique, en présence de nombreux photographes de presse et d'une caméra. La querelle avait pour origine un désaccord au sujet de la reprise du ballet de Lifar Noir et Blanc (ou Suite en blanc) par le Grand Ballet du marquis de Cuevas. Au cours d'une discussion assez vive, le marquis avait asséné une gifle à Lifar, qui exigea réparation sur le pré. Cuevas avait alors 73 ans, Lifar 54.
La date fut fixée au 30 mars et la rencontre eut lieu à Blaru, près de Vernon en Normandie. Au bout de trois reprises, Lifar se laissa toucher à l'avant bras. « J'ai cru percer mon fils » déclara le marquis, et ils tombèrent dans les bras l'un de l'autre.
L'un des témoins du marquis était le futur fondateur du Front national, Jean-Marie Le Pen et le directeur du Théâtre des Champs-Elysées, Félix Valoussière. Les témoins de Lifar étaient un danseur-étoile, Max Bozzoni (1917-2003) et un premier danseur, Lucien Duthoit (1920-2008).

### Lillian Ahlefeldt-Laurvig
En 1958, Lifar, qui eut, ainsi qu'on l'apprend dans le Journal de Julien Green, de nombreuses liaisons homosexuelles, fit la connaissance d'Inge Lisa Nymberg (9 août 1914 - 27 août 2008) qui devint son amie et son « ange gardien », se présentant sous le nom de comtesse d'Ahlefeldt-Laurvig, à la suite d'un mariage de courte durée avec le comte danois de ce nom. Elle avait eu ensuite des liaisons avec le prince héritier du Népal, le prince Vladimir Romanov et un milliardaire américain.
Sa liaison avec Lifar perdura et, après sa mort, elle s'attacha à perpétuer son souvenir.

### Dernières années

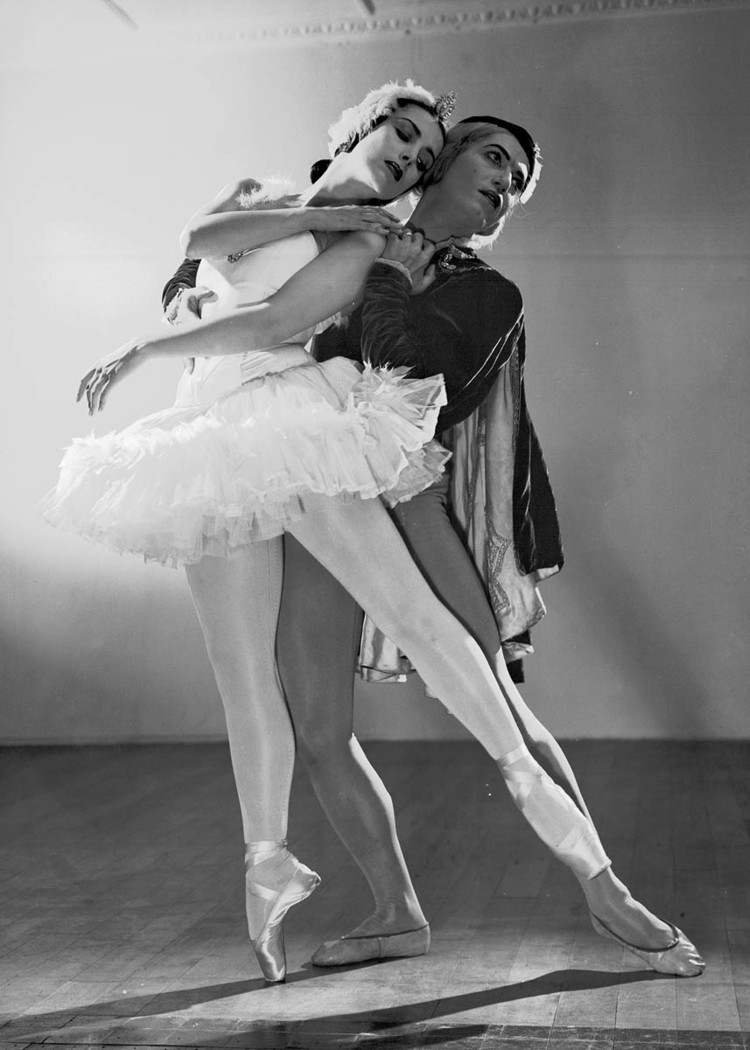
Tamara Toumanova et Serge Lifar à la fin des années 1930.

S'estimant trop peu apprécié à Paris, Lifar habita une dizaine d'années à Monte-Carlo, puis, après un bref retour à Paris, le couple alla s'installer à Lausanne, où il se préoccupa principalement de la rédaction de ses mémoires.
C'est dans cette ville qu'il mourut ; il fut inhumé au cimetière russe de Sainte-Geneviève-des-Bois.
Sa compagne créa une fondation internationale Serge-Lifar afin de perpétuer sa mémoire, contribuant entre autres à l'organisation du concours international de danse Serge Lifar, fondé à Kiev en 1994.
Ayant dépassé les 80 ans, elle se remaria avec un Moldave plus jeune d'un demi-siècle, mariage qui fut de courte durée. Elle fut inhumée aux côtés de Lifar à Sainte-Geneviève-des-Bois.

## Le collectionneur
Très jeune, Lifar débuta une collection de tout ce qui avait trait à la danse, activité qu'il poursuivrait toute sa vie, et qui prit de l'importance après la mort de Diaghilev car après ses obsèques Lifar, de concert avec Boris Kochno, vida l'appartement parisien de son maître, acquit ensuite des choses qu'il n'avait pu récupérer, et certaines lui furent offertes par leurs propriétaires. Cette collection augmenta en permanence, car rien, jusqu'au plus modeste bout de papier, ne semblait échapper à sa rage de collectionneur.
De temps en temps, poussé par des besoins d'argent, il vendait, comme, en 1933, près de 300 pièces de sa collection au Hartford's Wedsworth Atheneum Museum of Art ; en 1975 il vendit par l'intermédiaire de Sotheby's-Monaco la bibliothèque de Diaghilev, composée de plus de 800 livres parmi lesquels des imprimés du XVIe siècle et beaucoup de premières impressions ; environ un huitième fut acquis par la bibliothèque de l'université Harvard.
En 1985, il légua aux Archives communales de Lausanne une partie de ses archives (bibliothèque, collection d'affiches, programmes, l'argus de presse qui lui était consacré, des correspondances et ses œuvres peintes). L'année précédente, il avait vendu chez Sotheby's Londres 227 pièces qui atteignirent des prix record. En 1991, Sotheby's vendit 51 lettres de Lifar à Diaghilev datées de 1924 à 1928, qui furent acquises par la New York Public Library.
Le 6 décembre 2002, Sotheby's-Londres vendit le « lot 92 » consistant en trois coffres contenant des milliers de documents concernant Diaghilev, les Ballets Russes et Lifar. Le tout fut vendu en un seul lot pour 140 000 livres sterling. Le vendeur était quelqu'un « dans l'entourage immédiat du danseur », probablement sa dernière compagne.
Le 13 mars 2012, l'Hôtel des Ventes de Genève dispersa une importante collection de lettres, de photos et de peintures ayant appartenu à Lifar, plusieurs manuscrits autographes de Jean Cocteau, ainsi qu'une lettre de Coco Chanel, adjugée elle seule à 430 000 CHF. L'ensemble, faisant partie de de la succession Lilian Ahlefeldt-Laurvig, unique héritière de Lifar, se vendit pour 7,25 millions de francs suisses (six millions d'euros).
Le 22 avril 2013, la maison de ventes aux enchères Arts Talents Encheres mit en vente à Paris « les derniers souvenirs de Serge Lifar, photographies, manuscrits, dessins, gouaches, tableaux, objets de curiosité costumes… » ; l'auteur indique que Lifar, « héritier (sic) de Diaghilev, n'a cessé de compléter cet ensemble et a formé une collection d'œuvres de ses amis artistes ou ayant trait à la danse ».
Le 28 juin 2016, fut vendu à Paris par la maison de ventes Pierre Bergé et associés, l'ensemble de photographies que Lifar avait conservé jusqu'à sa mort, dont son portrait dans le ballet Jurupary en 1936 par George Hoyningen-Huene (1900-1968).
Le 4 mars 2025 à Brest fut vendu aux enchères publiques un ensemble de plus de 150 photographies "autour de Lifar" dans ses grands rôles de des années 1930 et 1940, principalement par Boris Lipnitzki et le studio Harcourt; ces clichés, souvent dédicacés au couple Crabbe, ont atteint la somme globale de 11 250 euros (cf. la photo reprod. p.168 du n° 10 de "La Gazette Drouot" du 14/03/2025).

## Honneurs

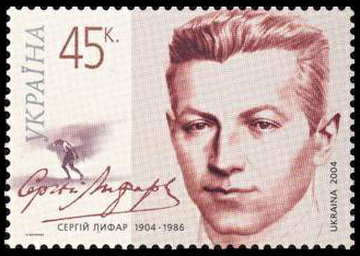
Timbre ukrainien à l'effigie de Serge Lifar.

La ville de Kiev s'est, depuis l'indépendance nouvellement acquise de l'Ukraine, souvenue de Lifar, lui donnant un nom de rue et celui d'une école. La marque la plus importante d'hommage est constituée par le Concours international de danse, tenu à Kiev pour la première fois en 1994. La septième édition a eu lieu à Donetsk en mars-avril 2011.
En 2004, l'UNESCO organisa à Paris une séance d'hommage à Lifar, à l'occasion du centenaire de sa naissance.

## Œuvre écrite

### Mémoires
Lifar s'est penché sur son passé dans plusieurs livres :
- Du temps que j'avais faim (Stock, 1935) ;
- A l'aube de mon destin chez Diaghilew. Sept ans aux Ballets russes (Albin Michel, 1949 ;
- Ma vie (Julliard, 1965) ;
- Les Mémoires d'Icare, Paris, Filipacchi, 1989 (rédigés peu de temps avant sa mort), préface de Serge Tolstoï.

### Livres consacrés à la danse
Lifar est l'auteur de nombreux livres sur le ballet et sur l'histoire de la danse. La plupart d'entre eux ont été écrits par d'autres, soit sur ses indications, soit qu'ils lui aient été proposés pour les publier sous son nom.
- Le Manifeste du chorégraphe, Paris, Étoile, 1935.
- La Danse. Les grands courants de la danse académique, Paris, Denoël, 1938.
- Serge Diaghilev, His Life, His Work, His Legend: An Intimate Biography, New York, 1940.
- Carlotta Grisi, Paris, Albin Michel, 1941.
- Giselle, apothéose du ballet romantique, Paris, Albin Michel, 1942.
- Terpsichore dans le cortège des muses, Paris, Lagrange, 1943.
- Pensées sur la danse, Paris, Bordas, 1946.
- Préface, dans : F. Divoire, La Danse – The Dance, Paris, 1948.
- Traité de danse académique, Paris, Bordas, 1949.
- Auguste Vestris, le dieu de la danse, Paris, Nagel, 1950.
- Histoire du ballet russe, Paris, Nagel, 1950.
- Traité de chorégraphie, Paris, Bordas, 1952.
- A History of Russian Ballet, Londres, 1954.
- Les Trois Grâces du XXe siècle. Légendes et vérité, Buchet-Chastel 1957.
- Au service de la danse, Paris, université de la Danse, 1958.
- Hommage à Arno Breker, Marco édition, Bonn-Paris, 1975.

### Iconographie
- Serge Lifar, affiche lithographique de Paul Colin, 1935.